# سونیا پیر
سونیا پیر (انگلیسی: Sonia Pierre)؛ (زاده: ۴ ژوئیه ۱۹۶۳–درگذشته: ۴ دسامبر ۲۰۱۱) فعال حقوق بشر اهل هائیتی بود. او به عنوان سونیا پیر شناخته می‌شود. وی یکی از مدافعان حقوق بشر در جمهوری دومینیکن است که تلاش کرد تبعیض اجتماعی علیه مردم هائیتی در جمهوری دومینیکن را پایان دهد، اعم از این که در هائیتی یا جمهوری دومینیکن متولد شده باشند. او به‌خاطر تلاش‌هایش در سال ۲۰۰۶ برنده جایزه حقوق بشر رابرت اف. کندی شد.
وی همچنین برندهٔ جایزه بین‌المللی زنان شجاع شده‌است.

## زندگی‌نامه
پی‌یر در در شهرک آلتا گراسیا در سن کریستوبال، جمهوری دومینیکن متولد شد. در ۴ ژوئیه ۱۹۶۳ پدرش که اهل هائیتی بود به‌طور غیرقانونی برای کار وارد قلمرو جمهوری دومینیکن شد (مادرش در سال ۱۹۵۷ با مجوز کار موقت مهاجرت کرده بود). او یکی از دوازده فرزند این خانواده بود که در یک اردوگاه کارگران مهاجر به نام (شهر کارگران قند) رشد کرد و بسیاری از اهالی دومینیکن نیز در آنجا زندگی می‌کنند. در شناسنامه نام او را بعد از تولد «پای دایره‌ای» نامیدند که به گفته پیر « نتیجه یک اشتباه از سوی یک کارمند دولت بوده‌است.» ملیت او توسط کمیسیون مرکزی الکترال به دلایلی که در گواهی تولد وی ثبت بود جعلی اعلام شد که مورد اختلاف قرار گرفت و وضعیت اقامت معمولی والدین او نیز به دلیل فقدان مدارک مستند از هاییتی فاقد اعتبار بود. در سن ۱۴ سالگی، او یک اعتراض پنج‌روزه را توسط کارگران نیشکر در یکی از مراکز نیشکر کشور برگزار کرد که منجر به دستگیری وی شد. با این حال، این اعتراض به اندازه کافی توجه عمومی را جلب کرد تا خواسته‌های کارگران یعنی، داشتن خانه‌هایی برای اسکان و این وسیله‌ای شد تا به احقاق حقوق خود برای افزایش حقوقشان بپردازند.